# سیارک ۲۴۹۱۸
سیارک ۲۴۹۱۸ (به انگلیسی: 24918 Tedkooser، نامگذاری:1997EO17) بیست و چهار هزار و نهصد و هجدهمین سیارک کشف شده‌است که در ۱۰ مارس ۱۹۹۷ کشف شد.
قدر مطلق سیارک برابر ۱۵.۵ است.